# Commission des beaux-arts des États-Unis
Pour les articles homonymes, voir CFA.
La Commission des beaux-arts des États-Unis  (United States Commission of Fine Arts ou CFA), créée en 1910 par un acte du Congrès américain est une agence chargée de conseiller le gouvernement fédéral des États-Unis.    
Le CFA a pour mandat de regarder et de fournir des conseils sur les « sujets de design et de l'esthétique » (matters of design and aesthetics), impliquant des projets fédéraux et de planification urbaine dans Washington. Selon l'Old Georgetown Act, le CFA donne ses conseils pour la préservation historique dans les environs de Georgetown à Washington et pour d'autres zones adjacentes aux « intérêts fédéraux » en accord avec le Shipstead-Luce Act (des noms du sénateur du Minnesota Henrik Shipstead et du représentant du Michigan Henry Luce).
Le mandat du CFA ne s'applique ni au Capitole des États-Unis, ni à la bibliothèque du Congrès, ni à d'autres propriétés ou endroits supervisés par l'architecte du Capitole.  

## Histoire
Dans le contexte du plan McMillan pour la capitale, le président Theodore Roosevelt créa le Conseil des beaux-arts par un ordre exécutif de 1909.  Il nomma alors les trente hommes suivants à ce bureau de supervision esthétique, représentant les « créateurs officiels du goût » de l'époque : les architectes Cass Gilbert, C. Grant La Farge, Walter Cook, William A. Boring, S.B.P. Trowbridge, John G. Howard, Glenn Brown, Thomas Rogers Kimball, John Mauran, Daniel Burnham, John M. Donaldson, George Browne Post, Arnold Brunner, Robert Swain Peabody, Charles Follen McKim, William S. Eames, James Rush Marshall, Abram Garfield, Frank Miles Day, William B. Mundie et C. Howard Walker, les peintres John La Farge, Francis Davis Millet, Edwin Blashfield et Kenyon Cox, les sculpteurs Daniel Chester French, Herbert Adams, Hermon Atkins MacNeil, Karl Bitter et l'architecte paysagiste Frederick Law Olmsted, Jr..  
Mais la Commission démarra mal, immédiatement prise dans la controverse. Elle ne se réunit qu'une seule fois. Elle fut remplacée par le CFA, créée par une acte du Congrès sous l'administration du président William Howard Taft et composé de seulement sept membres. Taft nomma Daniel Burnham à sa tête.  La présidence de Burnham fut significative ; ce fut son travail à l'Exposition universelle de 1893 (World Columbian Exposition) et au plan Burnham de Chicago en 1909 qui furent la principale influence pour la création du plan McMillan.  
Depuis les sept sièges de la Commission ont été des personnalités telles que Julian Alden Weir, Paul Manship, Frederick Hart, George Biddle ou Lee Lawrie et parmi les membres actuels, Elizabeth Plater-Zyberk et Witold Rybczynski.  
En mai 2008, la Commission, qui a une approbation finale sur tous les éléments du Martin Luther King, Jr. National Memorial, souleva des préoccupations sur « l'échelle colossale et le style social-réaliste des sculptures proposées » notant  que cela « rappelle un genre de sculpture politiques qui ont été récemment mis à bas dans d'autres pays ».  La lettre et la publicité qui porta à l'attention du grand public l'utilisation de travailleurs forcés dans le travail du marbre et le sculpteur chinois.

## Sources
- (en) Cet article est partiellement ou en totalité issu de l’article de Wikipédia en anglais intitulé « United States Commission of Fine Arts » (voir la liste des auteurs).
- (en) Commission of Fine Arts
- Shaila Dewan. ""Larger Than Life, More to Fight Over"". New York Times, New York Times, Inc. Retrieved on 2008-05-18
- Daniel H. Burnham, Architect, Planner of Cities, Charles Moore